# Vivek Gomber
Vivek Gomber – indyjski aktor i producent filmowy.

## Kariera
Pochodzi z Indii. Jest absolwentem Emerson College w Bostonie. Po ukończeniu studiów był aktorem teatralnym w Bombaju. W 2005 zagrał epizodyczną rolę Harsha w indyjskim serialu Astitva Ek Prem Kahani. W 2007 w komediowym serialu Halo, tu Bombaj. W 2009 w indyjskiej komedii The President Is Coming (reż. Kunaal Roy Kapur). 
W 2014 Chaitanya Tamhane powierzył mu rolę Vinaya Vory w dramacie Proces. Gomber był producentem tego filmu. Obraz zdobył dwie nagrody na 71. MFF w Wenecji. W tym samym roku zagrał Ashwani Sharmę w Listach Matki Teresy (reż. William Riead). W 2018 Rohena Gera powierzyła mu jedną z głównych ról w nagradzanym na wielu festiwalach obrazie Sir.